# Dark: Cycle 3 (Original Music from the Netflix Series)
Dark: Cycle 3 (Original Music from the Netflix Series) è l'ottava colonna sonora del musicista australiano Ben Frost, pubblicata il 24 luglio 2020 dalla Invada Records e dalla Lakeshore Records.

## Tracce
1. Origin – 2:11
2. Bevor alles wieder passiert – 2:16
3. Ein tropfen - ein ozean – 2:40
4. Die welt geht heute unter – 3:43
5. Nicht deine Martha – 1:37
6. Du lebst – 1:57
7. Anderer mensch - anderer schmetterling – 1:35
8. Wenn alles gelingt, wird sie leben – 3:25
9. Eva – 4:56
10. Franziska & Magnus – 3:05
11. Anderes winden 2052 – 5:10
12. Leben und tod – 2:46
13. Higgs Field – 4:24
14. Ob irgendwas von uns bleibt – 3:18
15. Der letzte zyklus – 3:54

Tracce bonus nell'edizione digitale
1. Ein mensch - Ein schmetterling (Deckard's Version) – 3:53
2. Anderes winden – 3:37
3. Eine dritte welt – 3:10
4. Hanno Tauber – 3:48
5. Wegen Michael – 4:47
6. Tack tick – 6:37
7. Der Heilige Christophorus – 3:35
8. Tannhaus (Extended) – 2:41
9. Jonas ist tot – 6:08

## Formazione
Musicisti
- Ben Frost – strumentazione
- Sinfonietta Cracovia – orchestra
- Michał Górczyński – ottoni e legni
- Urszula Januchta – ottoni e legni
- Tomasz Duda – ottoni e legni
- Piotr Mełech – ottoni e legni
- Maurycy Idzikowski – ottoni e legni
- Piotr Wróbel – ottoni e legni
- Michał Fetler – ottoni e legni
- Jan Gołębiowski – ottoni e legni
- Skúli Sverrisson – chitarra
- Petter Ekman – arrangiamento e direzione orchestra

Produzione
- Ben Frost – produzione
- Lewis Morison – produzione, montaggio, produzione aggiuntiva
- Daniel Rejmer – registrazione
- Piotr Witkowski – registrazione
- Fiona Cruickshank – registrazione ottoni e legni
- Francesco Fabris – produzione aggiuntiva
- Tony Miln – produzione aggiuntiva
- Felipe Gutierrez – produzione aggiuntiva
- Ben Hirst – produzione aggiuntiva
- James Trevascus – mastering